# HMS Endeavour (1768)

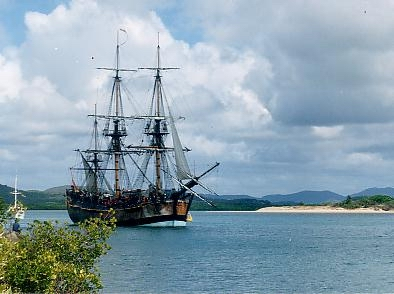
De replica van de Endeavour zeilende op de Endeavour River nabij Cooktown, waar het schip zeven weken op het strand lag in 1770

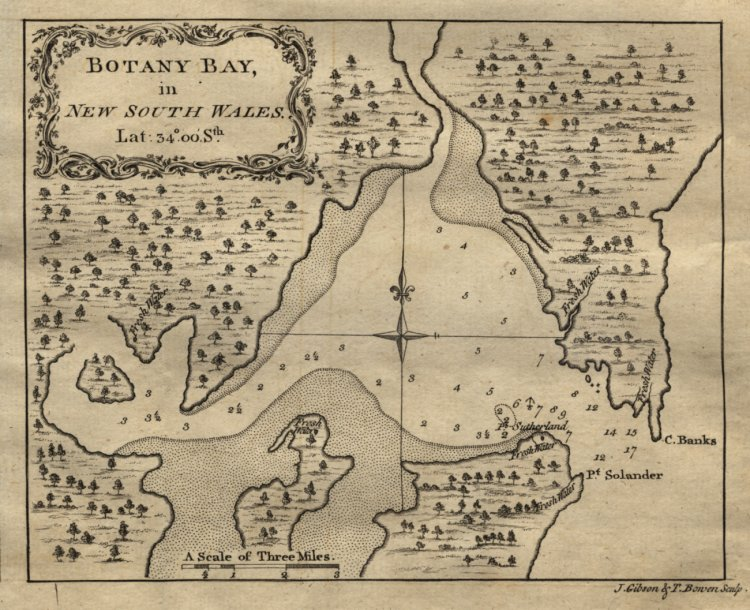
Kaart van Botany Bay uit 1773 gebaseerd op de gegevens van James Cook

HMS Endeavour, ook bekend als HM Bark Endeavour, was een onderzoekschip van de Britse Royal Navy dat onder bevel van luitenant James Cook op zijn eerste ontdekkingsreis, van 1769 tot 1771 naar Australië en Nieuw-Zeeland voer.
Het werd in 1764 als het kolenvrachtschip Earl of Pembroke gedoopt en werd in 1768 door de marine gekocht voor een wetenschappelijke missie naar de Stille Oceaan en het verkennen van het veronderstelde Terra Australis Incognita of het onbekende Zuid-land. Hernoemd als His Majesty's Bark Endeavour, vertrok het schip uit Plymouth in augustus 1768, voer rond Kaap Hoorn en bereikte Tahiti in 1769. Het ging toen onder zeil naar de grotendeels onbekend oceaan in het zuiden, en stopte bij de Polynesische eilanden Huahine, Bora Bora en Raiatea, die Cook zou opeisen voor Groot-Brittannië.
In september 1769 ging het voor anker in Nieuw-Zeeland, waar 127 jaar eerder Abel Tasman met zijn Heemskerck het eerste Europese schip was dat de eilanden bereikte. In april 1770, werd de Endeavour het eerste zeeschip nabij de oostkust van Australië waar Cook aan wal ging in wat nu bekendstaat als Botany Bay.
De Endeavour zeilde toen noordwaarts langs de Australische kust. Het schip liep aan de grond bij het Groot Barrièrerif, een ramp kon ternauwernood worden voorkomen. Men nam daar zeven weken de tijd om reparaties mogelijk te maken aan de romp. Op 10 oktober 1770 zeilde het schip de haven van Batavia in Nederlands-Indië binnen voor meer substantiële reparaties. Zijn bemanning werd tot geheimhouding verplicht over de gebieden die zij hadden ontdekt.
Het schip hervatte zijn reis naar het westen op 26 december, ging rond Kaap de Goede Hoop op 13 maart 1771, en bereikte de haven van Dover in Engeland op 12 juli, na een reis van bijna drie jaar.

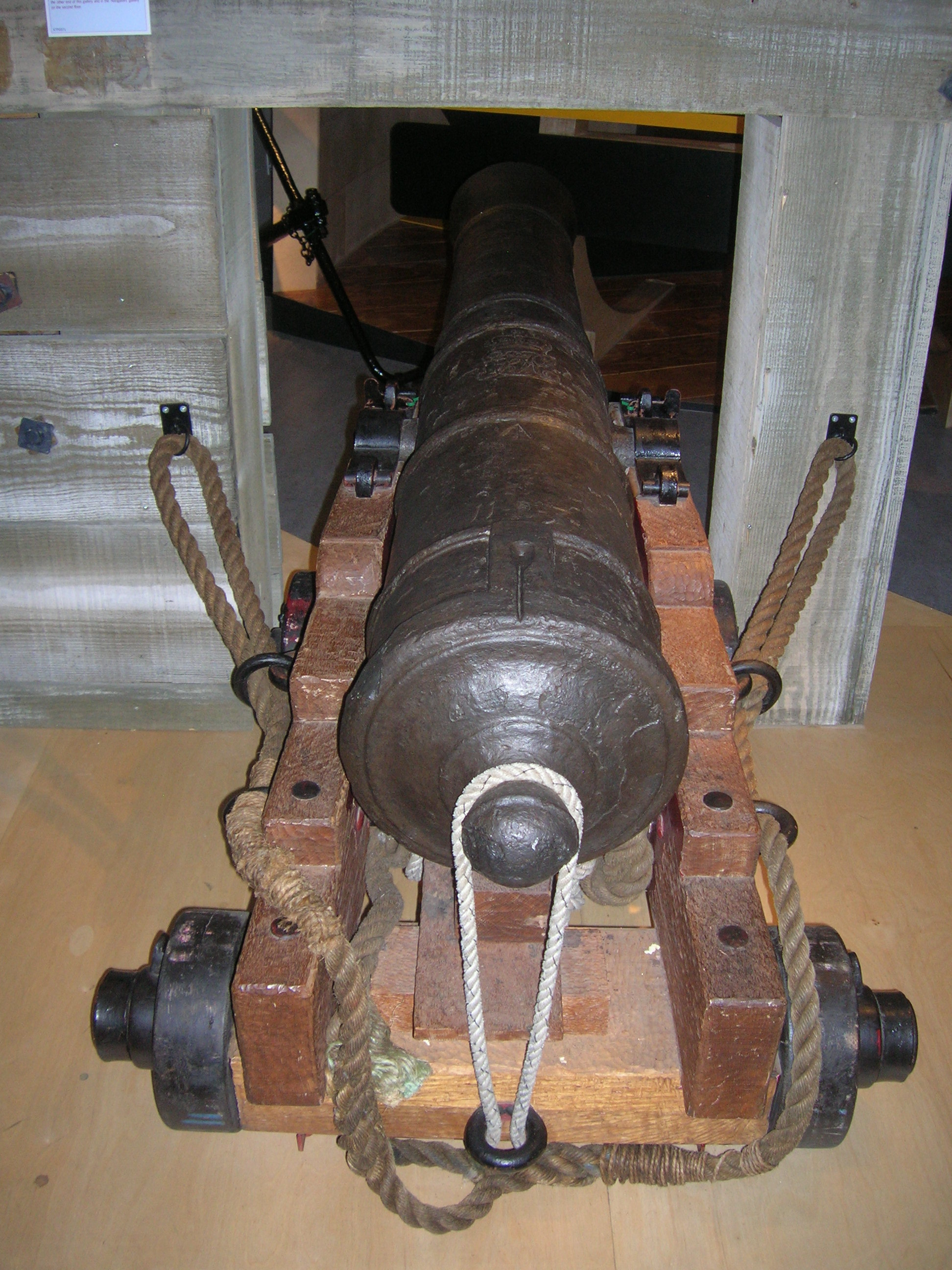
Een teruggevonden kanon van de Endeavour, tentoongesteld in het National Maritime Museum in Greenwich, Engeland

Grotendeels vergeten na zijn epische reis, bracht de Endeavour de komende drie jaar vracht naar de winkels op de Falklandeilanden. Verkocht in 1776 aan particulieren en hernoemd naar Lord Sandwich kwam het schip kort terug in dienst van de Britse marine om krijgsgevangenen te vervoeren tijdens de Amerikaanse Onafhankelijkheidsoorlog. In 1778 werd het tot zinken gebracht in de blokkade van Narragansett Bay (Rhode Island) tegen Franse vloot die de Amerikanen steunden. Restanten van het wrak, waaronder zes van zijn kanons en een anker, worden tentoongesteld in de maritieme musea wereldwijd.
De spaceshuttle Endeavour en de romanfiguur Inspector Morse uit de boeken van Colin Dexter werden naar de Endeavour genoemd.
Op 2 mei 2016 werd bekend dat waarschijnlijk het wrak van de Endeavour werd ontdekt op de bodem van de haven van Newport (Rhode Island). Op 4 juni 2025 gaf het Australian National Maritime Museum een eindrapport vrij dat bevestigt dat het scheepswrak met registratie 'RI 2394' effectief het schip van James Cook moet zijn. Slechts 15 procent blijft er nog van over op de zeebodem.
In 1994 werd een reconstructie van de Endeavour gebouwd. Deze ligt nu afgemeerd naast het Australian National Maritime Museum in Sydney Harbour.